# Xã Center, Quận Noble, Ohio
Xã Center (tiếng Anh: Center Township) là một xã thuộc quận Noble, tiểu bang Ohio, Hoa Kỳ. Năm 2010, dân số của xã này là 1.110 người.